# 关麓村
关麓村是安徽省南部黟县碧阳镇的一个村。
关麓村于2010年7月22日公布为第五批中国历史文化名村。该村拥有以下文物保护单位：
- 吾爱吾庐民宅，安徽省文物保护单位（编号：6-95）
- 关麓古建筑群，黄山市文物保护单位